# Jerry Anderson
Jerry Anderson (Montreal, 22 de setembro de 1955 - 11 de março de 2018) foi um jogador profissional canadense de golfe que disputava o Circuito Europeu e o Circuito Canadense.

## Vitórias profissionais (11)

### Vitórias no Circuito Europeu (1)
| N.º | Data                  | Torneio                          | Pontuação vencedora   | Margem de vitória | Vice-campeão |
| --- | --------------------- | -------------------------------- | --------------------- | ----------------- | ------------ |
| 1   | 2 de setembro de 1984 | Ebel European Masters Swiss Open | -27 (63-66-66-66=261) | 5 tacadas         | Howard Clark |

### Vitórias no Nationwide Tour(1)
- 1991 — Ben Hogan Texarkana Open

### Outras vitórias (9)
- 1979 — Saskatchewan Open, Ontario Open, Manitoba Open
- 1980 — Saskatchewan Open
- 1982 — Quebec Open
- 1983 — Quebec Open
- 1987 — Canadian PGA Championship
- 1989 — Windsor Charity Classic, Canadian Tour Championship

## Resultados em grandes torneios
| Torneio          | 1985 | 1986 | 1987 | 1988 | 1989 | 1990 | 1991 | 1992 |
| ---------------- | ---- | ---- | ---- | ---- | ---- | ---- | ---- | ---- |
| U.S. Open        | DNP  | DNP  | DNP  | DNP  | DNP  | DNP  | DNP  | CUT  |
| Aberto Britânico | CUT  | CUT  | CUT  | DNP  | DNP  | DNP  | DNP  | DNP  |

Nota: Anderson nunca disputou o Masters de Golfe nem o Campeonato do PGA.

DNP = Não participou

CUT = Faltou o corte

## Participações na seleção nacional
Professional
- Copa Mundial de Golfe: 1983, 1987, 1989
- Copa Dunhill: 1985